# Adolph Deutsch
Adolph Deutsch (Londres, 20 de outubro de 1897 — Palm Desert, 1 de janeiro de 1980) foi um compositor de trilhas sonoras para filmes. 
Seus gêneros preferidos eram drama, comédia, romance e musical. Adolph compôs para 76 filmes (durante 1937 a 1961). 

## Premiações

### Oscar
- Ganhou em 1951 por Annie Get Your Gun
- Ganhou em 1955 por Sete Noivas Para Sete Irmãos
- Ganhou em 1956 por Oklahoma!
- Foi indicado em 1952
- Foi indicado em 1954

### Grammy
- Foi indicado em 1961